# Islands (álbum de Mike Oldfield)
Islands es el decimoprimer álbum de estudio de Mike Oldfield.
Fue producido por Mike Oldfield, Simon Phillips, Tom Newman, Alan Shacklock, Geoffrey Downes
y Michael Cretu y publicado por Virgin Records el 7 de septiembre de 1987. El ingeniero de grabación fue Mike Oldfield,
asistido por Richard Barrie y Jeremy Parker en Megeve, Francia, mientras que el diseño y dirección
de arte fue realizado por "Icon London" y Mike Oldfield y el retrato fue hecho por Andrew Catlin.
El álbum incluyó los sencillos "Islands", cantado por Bonnie Tyler, y "Magic Touch", cantado por Jim Price
en la versión británica del álbum y por Max Bacon en la versión americana, entre otros. Además, la versión en
CD incluyó "When the Night's on Fire", cantado por Anita Hegerland.
Los temas de "Islands" inspiraron la filmación de "The Wind Chimes", un cortometraje con videos de cada tema,
excepto "When the Night's on Fire". Dicho cortometraje fue incluido en el DVD Elements, publicado por EMI
en 2004.
Islands llegó al puesto 138 de los 200 álbumes más importantes según Billboard en
los Estados Unidos en 1988.
En 2000, Virgin Records reeditó dicho álbum para la colección "Mike Oldfield Remastered".

## Canciones
1. "The Wind Chimes: Part One and Part Two" (Mike Oldfield) - 21:47
2. "Islands" (Mike Oldfield) - 4:20
3. "Flying Start" (Mike Oldfield) - 3:37
4. "North Point" (Mike Oldfield) - 3:33
5. "Magic Touch" (Mike Oldfield) - 4:14
6. "The Time Has Come" (Mike Oldfield) - 3:55
7. "When the Night's on Fire" (Mike Oldfield) - 6:40
(versión en CD).

## Personal
- Mike Oldfield = Guitarras, bajo, teclados, mandolina, producción, ingeniero de grabación.

- Simon Phillips = Batería y producción (en "The Wind Chimes: Part Two").

- Bonnie Tyler = Voces (en "Islands").

- Kevin Ayers = Voces (en "Flying Start").

- Anita Hegerland = Voces (en "The Wind Chimes: Part Two", "North Point, "The Time has Come" y "When the Night's on Fire").

- Jim Price = Voces (en "Magic Touch" (versión británica).

- Tom Newman = Productor (en "Islands").

- Alan Shacklock = Productor (en "Islands").

- Geoffrey Downes = Productor (en "Magic Touch").

- Michael Cretu = Productor (en "The Time Has Come").

- Raphael "Raf" Ravenscroft = Saxofón.

- Phil Spalding = Bajo.

- Rick Fenn = Guitarras.

- Pierre Moerlen = Percusión.

- Benoit Moerlen = Percusión.

- Max Bacon = Voces.

- Tony Beard = Batería, guitarra y voces.

- Andy Mackay = Saxofón y oboe.

- Micky Simmonds = Teclados.

- Micky Moody = Guitarras.

- Bjorn J:Son Lindh = Flauta.

- Mervyn (Spam) Spence = Bajo.